# Premio Quadriga
Il premio Quadriga era un riconoscimento annuale tedesco patrocinato dalla Werkstatt Deutschland, un'organizzazione senza fini di lucro con sede a Berlino. Il premio è stato assegnato dal 2003 a quattro persone o a un gruppo per il loro impegno nell'innovazione, il rinnovo e uno spirito pionieristico da parte di movimenti politici, economici e culturali. 
Esso consisteva in una statuetta rappresentante la quadriga della sommità della Porta di Brandeburgo a Berlino e una somma in denaro di 25 000 euro per "gruppo" ricompensato, con un limite totale di 100 000 euro. Il principale sponsor del premio era la compagnia elettrica svedese Vattenfall. 
Werkstatt Deutschland presentava l'assegnazione ogni anno nel giorno dell'unità tedesca, che commemora la Riunificazione tedesca. Inizialmente alla Konzerthaus Berlin, dal 2005 la consegna dei premi avveniva presso l'Opera comica di Berlino.
Il premio è stato sospeso nel 2011 a seguito delle proteste per l'annuncio dell'assegnazione a Vladimir Putin, che mosse anche alcuni illustri insigniti, come Václav Havel, a restituire il premio in segno di dissenso con la scelta di un leader politico che stava riducendo la libertà e la democrazia nel proprio paese. Dal 2012 non sono riprese le assegnazioni.

## Premiati
2003
- Armin Mueller-Stahl, attore tedesco
- Norman Foster, architetto britannico
- Jean-Claude Juncker, Primo ministro del Lussemburgo ed Einars Repše, Primo ministro della Lettonia
- Amal Rifai, Odelia Ainbinder e Sylke Tempel, autori di Wir wollen beide hier leben: Eine schwierige Freundschaft in Jerusalem

2004
- Recep Tayyip Erdoğan, Primo ministro della Turchia
- Éric-Emmanuel Schmitt, autore francese
- Thomas Quasthoff, cantante tedesco
- Šimon Pánek, sindaco ceco
- Hamid Karzai, Presidente dell'Afghanistan

2005
- Helmut Kohl, ex Cancelliere federale della Germania
- Tim Berners-Lee, scienziato britannico, co-inventore del World Wide Web
- Catherine McCartney, Claire McCartney, Donna McCartney, Gemma McMahon, Paula Arnold et Bridgeen Hagans, membri della famiglia di Robert McCartney, una vittima dell'Irish Republican Army
- Karim Aga Khan IV, capo spirituale degli ismailiti nizariti

2006
- Shimon Peres, ex Primo ministro d'Israele
- Riccardo Illy, uomo politico italiano
- Florian Henckel von Donnersmarck, Ulrich Mühe e Sebastian Koch, artisti tedeschi in riconoscimento del loro lavoro nel film La Vie des autres
- Viktor Juščenko, Presidente dell'Ucraina

2007

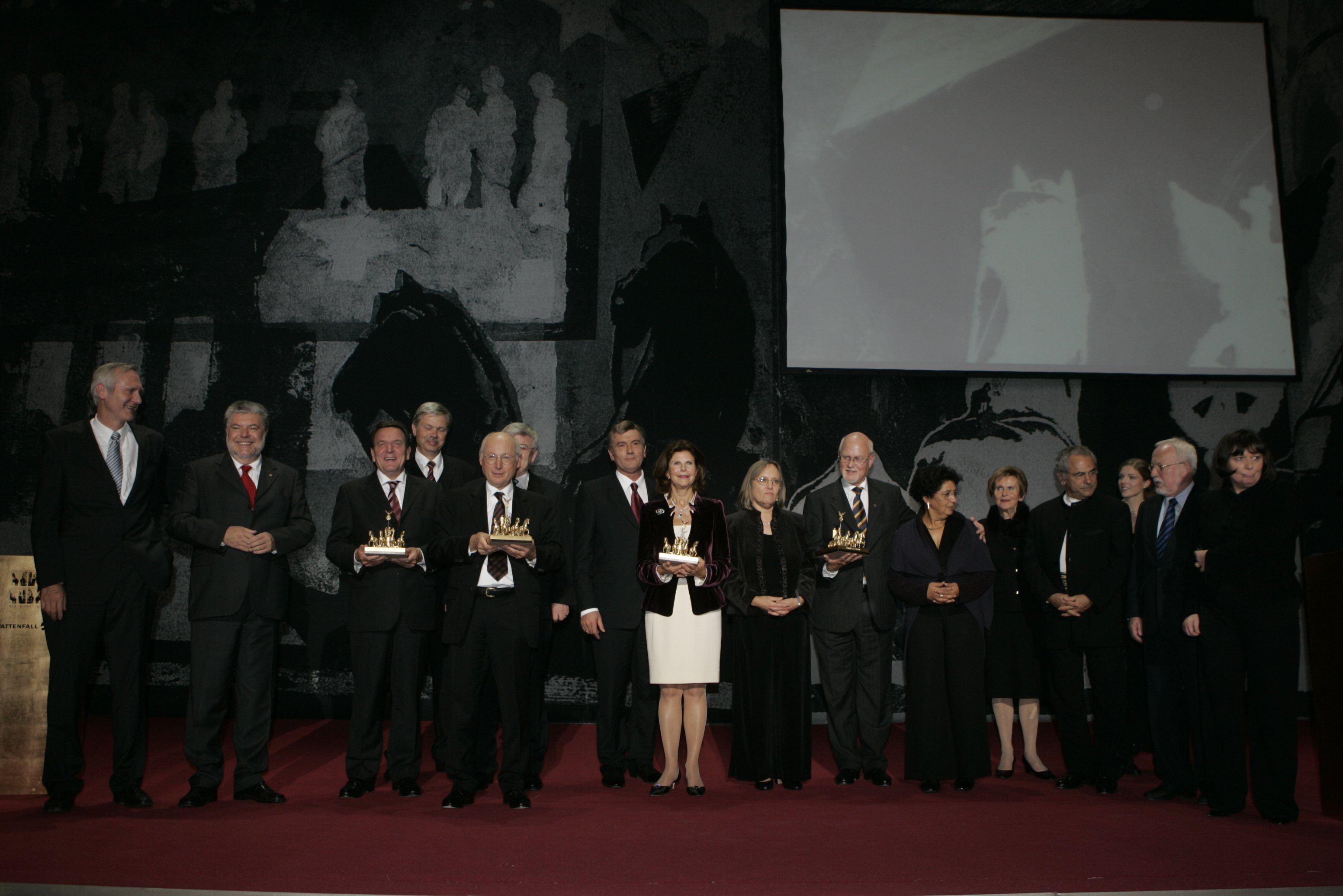
Assegnatari e assegnanti del Premio Quadriga del 2007

- Gerhard Schröder, ex Cancelliere federale della Germania
- Aicha El-Wafi e Phyllis Rodriguez, madri di uno dei responsabili e di una delle vittime degli Attentati dell'11 settembre 2001 che cercano la riconciliazione.
- Der Spiegel, rappresentato dal redattore capo Stefan Aust
- Silvia di Svezia

2008

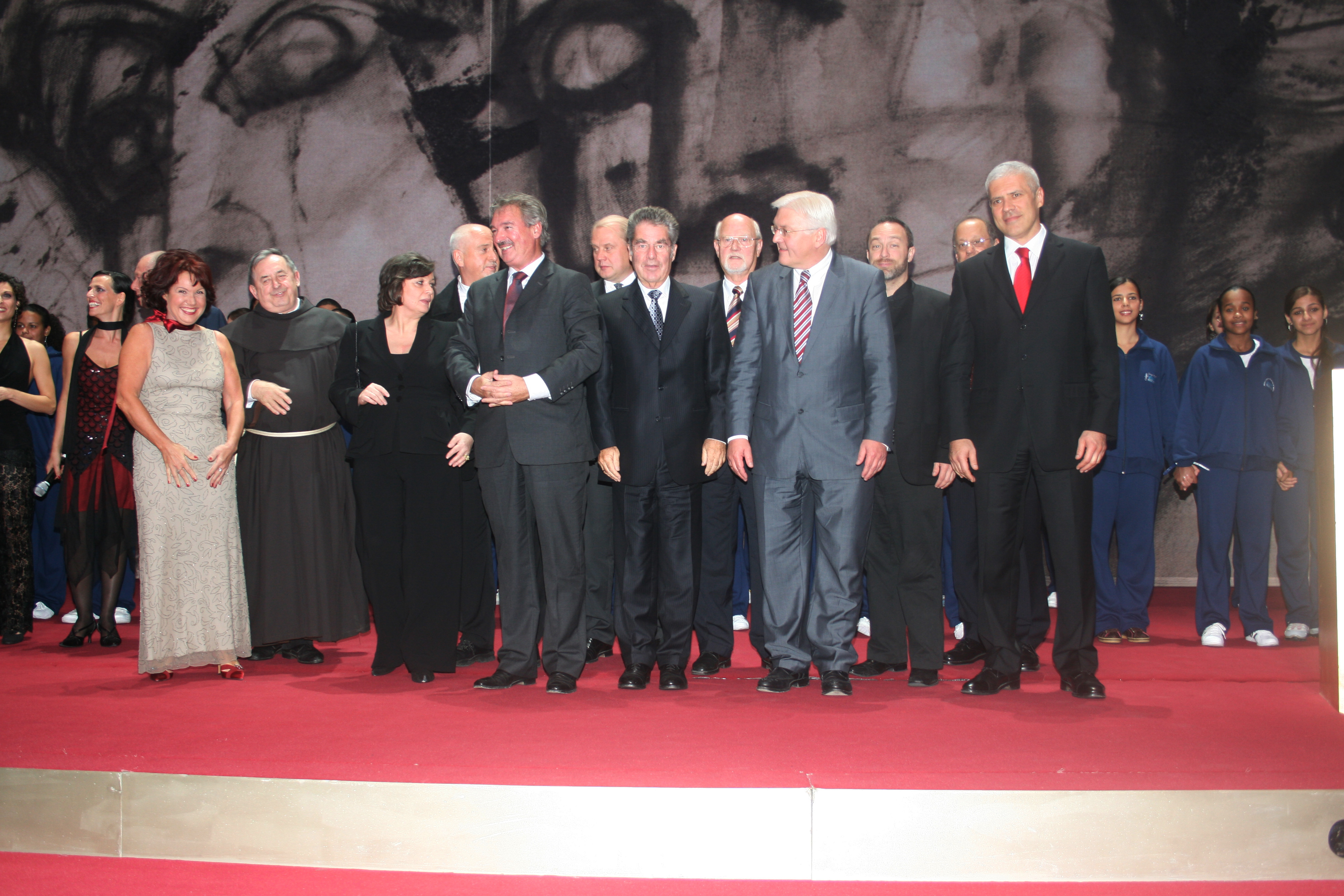
Assegnatari e assegnanti del Premio Quadriga del 2008

- Boris Tadić, Presidente della Serbia
- Eckart Höfling, francescano e direttore del Venerável Ordem Terceira de São Franciso de Peniténcia a Rio de Janeiro
- Wikipedia, rappresentata da Jimmy Wales
- Peter Gabriel, musicista e militante per i diritti dell'uomo

2009
- José Manuel Barroso, Presidente della Commissione europea
- Marius Müller-Westernhagen, musicista
- Un million de signature, campagna per i diritti delle donne in Iran
- Václav Havel, autore ed ex Presidente della Repubblica ceca
- Bärbel Bohley, artista e iniziatore del Nouveau forum
- Michail Gorbačëv, insignito del premio Nobel per la pace ed ex Presidente dell'Unione sovietica

2010
- Giōrgos Papandreou
- La Bundeswehr, rappresentata da Karl-Theodor zu Guttenberg e il luogotenente generale Günter Weiler
- Wolfgang Schäuble e Lothar de Maizière
- Albrecht Hennig e Kristina Hennig
- Olafur Eliasson

2011
- Non assegnato

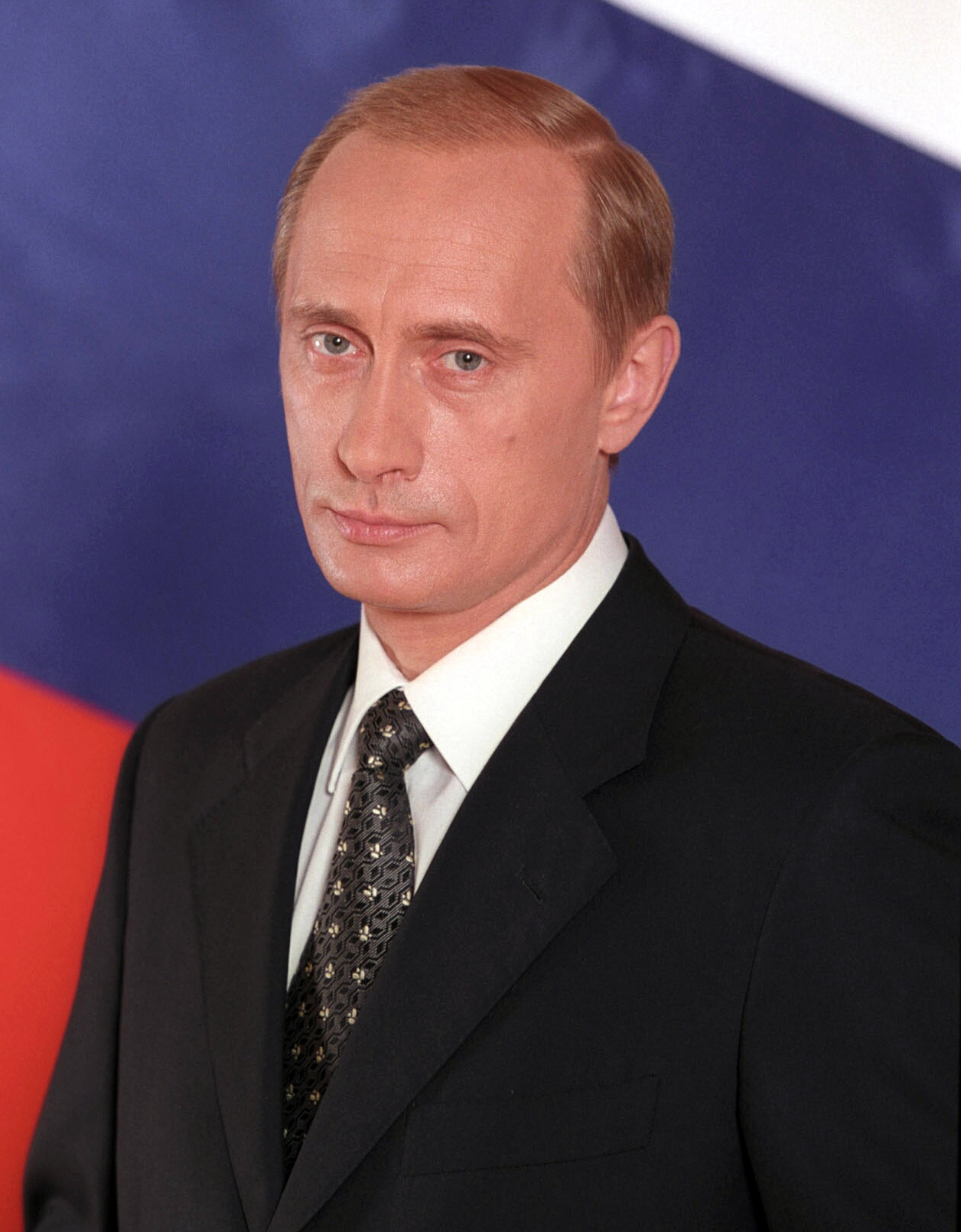
Un tentativo di onorare il Primo ministro russo Vladimir Putin in luglio 2011.

L'annuncio che al Primo ministro russo Vladimir Putin sarebbe stato assegnato il premio condusse a pubbliche proteste.[1] Il Consiglio di Quadriga, Cem Özdemir, del Partito verde tedesco, Jimmy Wales di Wikipedia e il professore di storia dell'Università di Heidelberg Edgar Wolfrum scesero a protestare.[2] Ex insigniti quali Olafur Eliasson e Václav Havel decisero di restituire i loro premi.[3][4] The New York Times commentò che dal volume delle proteste i ranghi della gente che stimava Putin, un ex agente del KGB assegnato alla Germania Est e poi capo del medesimo,[5][6] che aveva retrocesso la democrazia e i diritti umani in Russia erano piuttosto nutriti.[1] Gli organizzatori decisero, a causa della controversia, di non assegnare alcun premio nel 2011.[5] Essi emisero un comunicato il 16 luglio 2011 che diceva che agivano "alla luce della crescente e insopportabile pressione e il rischio di ulteriore escalation" e che erano profondamente dispiaciuti di apprendere la notizia della decisione di Havel.[1] La cerimonia di assegnazione del premio, prevista per quel mese di ottobre, venne quindi cancellata.[1][6][7][8]